# 厄吉施

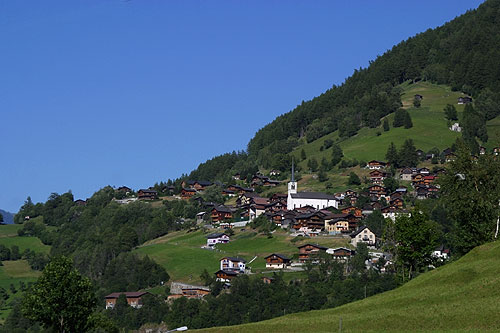

厄吉施是瑞士的城鎮，位於該國南部，由瓦萊州負責管轄，面積30.13平方公里，海拔高度1,090米，2011年人口193，九成人口信奉羅馬天主教，人口密度每平方公里6人。